# Teodora di Bulgaria
Teodora di Bulgaria (... – 1322/1323) è stata una principessa bulgara, regina consorte di Serbia e prima moglie di Stefano Uroš III Dečanski.

## Biografia
Teodora era la secondogenita dei monarchi bulgari Smilec di Bulgaria e Smilzena Palaiologina; suo fratello maggiore Ivan succedette al padre come re di Bulgaria, mentre sua sorella minore Marina fu despotissa di Kran.
Il 24 agosto 1296 sposò Stefano Uroš III, erede al trono serbo, da cui ebbe due figli: Stefano Uroš, futuro imperatore di Serbia, e Dušic. Fu un'attiva mecenate e protettrice delle arti. Nel 1314 seguì il marito in esilio alla corte di Andronico II a Costantinopoli, dove il suocero Stefano Uroš II Milutin lo aveva inviato per essere accecato. I principi trascorsero là sei anni, prima che fu concesso loro di tornare in Bulgaria nel 1320.
Il marito divorziò da lei in un momento imprecisato tra la morte del padre e la nomina del figlio a erede al trono il 6 gennaio 1322. Le cause del divorzio sono da riscontrarsi nella cacciata dalla Bulgaria degli Smilec e nel desiderio del neo-incoronato Stefano III di rafforzare la propria posizione sposando una nobile bizantina, Maria Paleologa, come fece nel 1324.
Teodora morì probabilmente nell'inverno tra il 1322 e il 1323.